# Rubikkon
Rubikkon - internetowe czasopismo środowisk konserwatywno-liberalnych, prowadzone głównie przez ludzi młodych. Założone w 2004 roku przez grupę studentów gdańskich, prędko objęło swoim zasięgiem całą Polskę. 
Pismo zajmuje się tematyką polityczną, historyczną, kulturalną i społeczną.
Pismo początkowo funkcjonowało jako dwutygodnik, później jako miesięcznik. Ostatecznie przekształcone zostało w internetowe pismo ukazujące się nieregularnie. 
Obecnie projekt koordynuje "Fundacja Odpowiedzialność Obywatelska".